# Rafael Bombelli

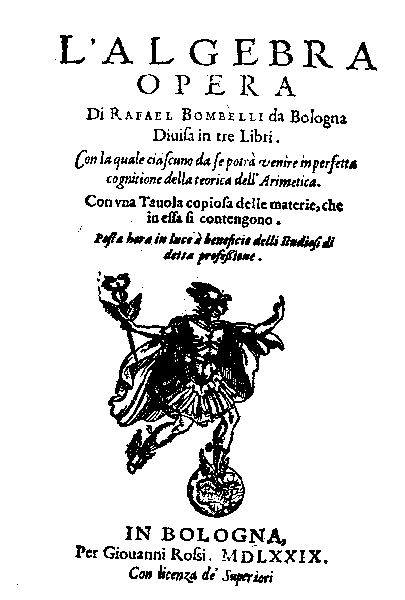
Algebra di Rafael Bombelli: frontespizio dell'edizione bolognese del 1579

Rafael Bombelli, scritto anche Raffaele Bombelli e Raphael Bombelli (Bologna, 1526 – Roma, 1572), è stato un matematico e ingegnere italiano.

## Biografia
Gli unici due cenni di cui disponiamo su Bombelli sono quelli che egli stesso fornisce nella prefazione alla sua opera fondamentale, L'algebra, parte maggiore dell'aritmetica (1572).
Il padre, Antonio Mazzoli, era ritornato a vivere a Bologna, dopo la restituzione dei beni familiari, confiscati al nonno, condannato a morte per aver appoggiato il tentativo di ritorno dei Bentivoglio nel 1508. Antonio esercitò il commercio della lana e sposò Diamante Scudieri, figlia di un avvocato. In epoca imprecisata il nome della famiglia fu cambiato da Mazzoli in Bombelli.
Rafael fu il primo di sei fratelli. Nella sua formazione entrarono a far parte le questioni matematiche dibattute in quel tempo: lesse le opere di Gerolamo Cardano e seguì la disputa tra Niccolò Tartaglia e un allievo di Scipione del Ferro, (Antonio Maria del Fiore), sulla risoluzione delle equazioni di terzo grado. Lodovico Ferrari poco più tardi scoprì la formula per la soluzione delle equazioni di quarto grado.
Studiò inoltre architettura e ingegneria sotto la guida di Pier Francesco Clementi, esercitando in seguito tale attività con il patronato di Alessandro Rufini, un nobile romano che più tardi divenne vescovo di Menfi. 
Tra il 1551 e il 1556 lavorò per il suo patrono a tracciare i confini dei possedimenti per un'opera di bonifica della Val di Chiana.
Quando l'opera fu interrotta iniziò a scrivere un libro di algebra, ritenendo che molte delle dispute derivassero da una poco chiara esposizione della materia.
Nel 1560 fu ripreso e completato il lavoro nella Val di Chiana, senza che il libro fosse ancora completato. L'impresa gli valse grande fama come ingegnere idraulico. Nel 1561 fu a Roma, ma non riuscì nell'impresa di riparare il ponte di Santa Maria. Sotto papa Pio IV lavorò alla progettazione della bonifica delle Paludi pontine.
A Roma gli fu mostrato il manoscritto della Arithmetica di Diofanto di Alessandria e Bombelli ne intraprese la traduzione insieme ad Antonio Maria Pazzi. Sebbene il lavoro non fosse mai portato a termine, il materiale venne utilizzato nella revisione del suo libro sull'algebra.
L'opera doveva essere in cinque volumi: i primi tre furono pubblicati nel 1572 (con il titolo completo di L'Algebra, opera di Rafael Bombelli da Bologna, divisa in tre libri con la quale ciascuno da sé potrà venire in perfetta cognitione della teoria dell'Aritmetica), mentre il quarto e il quinto, sulla geometria, restarono manoscritti, a causa della morte prematura di Bombelli. I manoscritti, riscoperti nel 1923, furono stampati solo nel 1929.
L'asteroide 17696 Bombelli è stato chiamato così in suo onore, gli è stato dedicato anche un cratere lunare di 10 km di diametro.

## L'Algebra

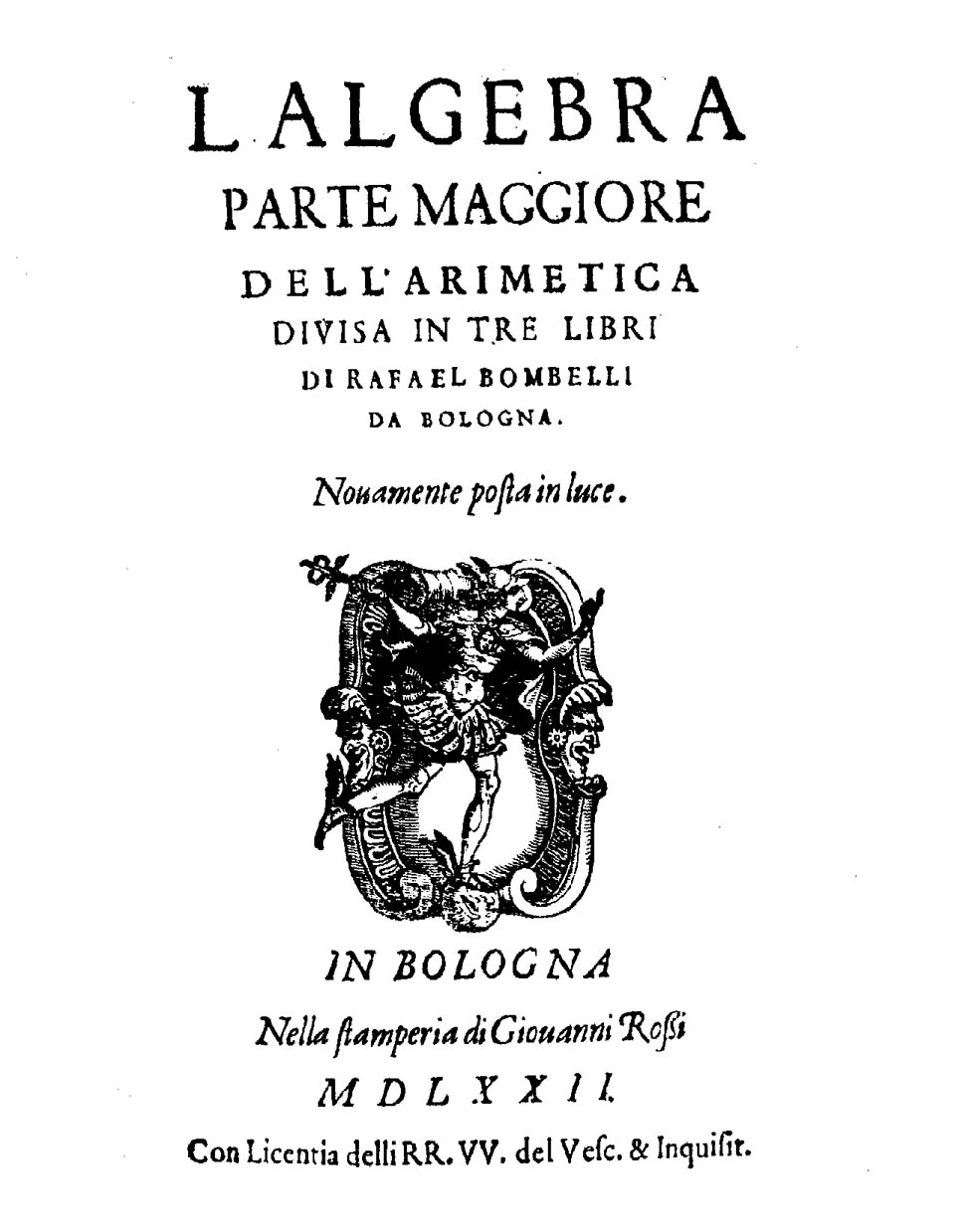
Algebra, 1572

I libri pubblicati offrono un resoconto delle conoscenze dell'epoca (calcolo con potenze e delle equazioni): in particolare vengono esaminate le soluzioni dei vari casi delle equazioni di terzo grado, compreso il cosiddetto caso irriducibile, che nella formula di Cardano presenta la radice quadrata di un numero negativo. Vengono quindi prese in esame le radici immaginarie ("quantità silvestri") e i numeri complessi ("più di meno" e "meno di meno" per +i e -i), stabilendone le regole di calcolo (addizione e moltiplicazione). Più tardi Cartesio li chiamerà Numeri immaginari.
A differenza di diversi autori matematici a lui contemporanei, nella pubblicazione a stampa e nei suoi manoscritti viene utilizzata una sofisticata forma di notazione matematica. Introdusse, in particolare, gli esponenti per indicare le potenze dell'incognita.
L'opera costituisce il risultato più maturo dell'algebra cinquecentesca, configurandosi per oltre un secolo come il testo di algebra superiore più autorevole. Attraverso lo studio dell'Algebra di Bombelli Leibniz completerà la propria formazione matematica.